# Ernst Moritz Geyger
Ernst Moritz Geyger (ur. 9 listopada 1861 w Berlinie, zm. 29 grudnia 1941 w Marignolle koło Florencji) – niemiecki rzeźbiarz, grafik, malarz i rytownik.

## Życiorys
Studiował malarstwo w Pruskiej Akademii Sztuk Pięknych w Berlinie w latach 1878-1884, zaczął tworzyć grafiki od 1885, w 1893 przez krótki czas kierował pracownią miedziorytnictwa w Akademii Drezdeńskiej, od 1918 był nauczycielem grafiki w ASP w Berlinie. Chociaż nie miał formalnego wykształcenia w rzeźbiarstwie, to wykonał liczne znane rzeźby, np. "Łucznik" w parku pałacu Sanssouci w Poczdamie oraz pomnik byka w Humboldthain w Berlinie. Od 1895 Geyger mieszkał na przemian w Berlinie i Florencji. Jego dziełem w Polsce jest Fontanna Niedźwiadek we Wrocławiu (zrekonstruowana w 1998).